# Молодіжна збірна Папуа Нової Гвінеї з футболу
Молодіжна збірна Папуа Нової Гвінеї з футболу — національна молодіжна футбольна збірна Папуа Нової Гвінеї, що складається у залежності від турніру із гравців віком до 19 або до 20 років. Вважається основним джерелом кадрів для підсилення складу основної збірної Папуа Нової Гвінеї. Керівництво командою здійснює Футбольна асоціація Папуа Нової Гвінеї.
Команда має право участі у Молодіжному чемпіонаті ОФК, у випадку успішного виступу на якому може кваліфікуватися на молодіжний чемпіонат світу до 20 років. Також може брати участь у товариських і регіональних змаганнях.

## Виступи на міжнародних турнірах

### Чемпіонат світу U-20
| Статистика молодіжних чемпіонатів світу | Статистика молодіжних чемпіонатів світу | Статистика молодіжних чемпіонатів світу | Статистика молодіжних чемпіонатів світу | Статистика молодіжних чемпіонатів світу | Статистика молодіжних чемпіонатів світу | Статистика молодіжних чемпіонатів світу | Статистика молодіжних чемпіонатів світу |                    |
| Рік                                     | Раунд                                   | І                                       | В                                       | Н                                       | П                                       | Г+                                      | Г-                                      |                    |
| --------------------------------------- | --------------------------------------- | --------------------------------------- | --------------------------------------- | --------------------------------------- | --------------------------------------- | --------------------------------------- | --------------------------------------- | ------------------ |
| 1977                                    | не кваліфікувалася                      | не кваліфікувалася                      | не кваліфікувалася                      | не кваліфікувалася                      | не кваліфікувалася                      | не кваліфікувалася                      | не кваліфікувалася                      | не кваліфікувалася |
| 1979                                    | не кваліфікувалася                      | не кваліфікувалася                      | не кваліфікувалася                      | не кваліфікувалася                      | не кваліфікувалася                      | не кваліфікувалася                      | не кваліфікувалася                      | не кваліфікувалася |
| 1981                                    | не кваліфікувалася                      | не кваліфікувалася                      | не кваліфікувалася                      | не кваліфікувалася                      | не кваліфікувалася                      | не кваліфікувалася                      | не кваліфікувалася                      | не кваліфікувалася |
| 1983                                    | не кваліфікувалася                      | не кваліфікувалася                      | не кваліфікувалася                      | не кваліфікувалася                      | не кваліфікувалася                      | не кваліфікувалася                      | не кваліфікувалася                      | не кваліфікувалася |
| 1985                                    | не кваліфікувалася                      | не кваліфікувалася                      | не кваліфікувалася                      | не кваліфікувалася                      | не кваліфікувалася                      | не кваліфікувалася                      | не кваліфікувалася                      | не кваліфікувалася |
| 1987                                    | не кваліфікувалася                      | не кваліфікувалася                      | не кваліфікувалася                      | не кваліфікувалася                      | не кваліфікувалася                      | не кваліфікувалася                      | не кваліфікувалася                      | не кваліфікувалася |
| 1989                                    | не кваліфікувалася                      | не кваліфікувалася                      | не кваліфікувалася                      | не кваліфікувалася                      | не кваліфікувалася                      | не кваліфікувалася                      | не кваліфікувалася                      | не кваліфікувалася |
| 1991                                    | не кваліфікувалася                      | не кваліфікувалася                      | не кваліфікувалася                      | не кваліфікувалася                      | не кваліфікувалася                      | не кваліфікувалася                      | не кваліфікувалася                      | не кваліфікувалася |
| 1993                                    | не кваліфікувалася                      | не кваліфікувалася                      | не кваліфікувалася                      | не кваліфікувалася                      | не кваліфікувалася                      | не кваліфікувалася                      | не кваліфікувалася                      | не кваліфікувалася |
| 1995                                    | не кваліфікувалася                      | не кваліфікувалася                      | не кваліфікувалася                      | не кваліфікувалася                      | не кваліфікувалася                      | не кваліфікувалася                      | не кваліфікувалася                      | не кваліфікувалася |
| 1997                                    | не кваліфікувалася                      | не кваліфікувалася                      | не кваліфікувалася                      | не кваліфікувалася                      | не кваліфікувалася                      | не кваліфікувалася                      | не кваліфікувалася                      | не кваліфікувалася |
| 1999                                    | не кваліфікувалася                      | не кваліфікувалася                      | не кваліфікувалася                      | не кваліфікувалася                      | не кваліфікувалася                      | не кваліфікувалася                      | не кваліфікувалася                      | не кваліфікувалася |
| 2001                                    | не кваліфікувалася                      | не кваліфікувалася                      | не кваліфікувалася                      | не кваліфікувалася                      | не кваліфікувалася                      | не кваліфікувалася                      | не кваліфікувалася                      | не кваліфікувалася |
| 2003                                    | не кваліфікувалася                      | не кваліфікувалася                      | не кваліфікувалася                      | не кваліфікувалася                      | не кваліфікувалася                      | не кваліфікувалася                      | не кваліфікувалася                      | не кваліфікувалася |
| 2005                                    | не кваліфікувалася                      | не кваліфікувалася                      | не кваліфікувалася                      | не кваліфікувалася                      | не кваліфікувалася                      | не кваліфікувалася                      | не кваліфікувалася                      | не кваліфікувалася |
| 2007                                    | не кваліфікувалася                      | не кваліфікувалася                      | не кваліфікувалася                      | не кваліфікувалася                      | не кваліфікувалася                      | не кваліфікувалася                      | не кваліфікувалася                      | не кваліфікувалася |
| 2009                                    | не кваліфікувалася                      | не кваліфікувалася                      | не кваліфікувалася                      | не кваліфікувалася                      | не кваліфікувалася                      | не кваліфікувалася                      | не кваліфікувалася                      | не кваліфікувалася |
| 2011                                    | не кваліфікувалася                      | не кваліфікувалася                      | не кваліфікувалася                      | не кваліфікувалася                      | не кваліфікувалася                      | не кваліфікувалася                      | не кваліфікувалася                      | не кваліфікувалася |
| 2013                                    | не кваліфікувалася                      | не кваліфікувалася                      | не кваліфікувалася                      | не кваліфікувалася                      | не кваліфікувалася                      | не кваліфікувалася                      | не кваліфікувалася                      | не кваліфікувалася |
| 2015                                    | не кваліфікувалася                      | не кваліфікувалася                      | не кваліфікувалася                      | не кваліфікувалася                      | не кваліфікувалася                      | не кваліфікувалася                      | не кваліфікувалася                      | не кваліфікувалася |
| 2017                                    | не кваліфікувалася                      | не кваліфікувалася                      | не кваліфікувалася                      | не кваліфікувалася                      | не кваліфікувалася                      | не кваліфікувалася                      | не кваліфікувалася                      | не кваліфікувалася |
| 2019                                    | не кваліфікувалася                      | не кваліфікувалася                      | не кваліфікувалася                      | не кваліфікувалася                      | не кваліфікувалася                      | не кваліфікувалася                      | не кваліфікувалася                      | не кваліфікувалася |
| 2021                                    | не визначено                            | не визначено                            | не визначено                            | не визначено                            | не визначено                            | не визначено                            | не визначено                            | не визначено       |
| Усього                                  | 0/23                                    | 0                                       | 0                                       | 0                                       | 0                                       | 0                                       | 0                                       |                    |

### Молодіжний чемпіонат ОФК
| Молодіжний чемпіонат ОФК | Молодіжний чемпіонат ОФК | Молодіжний чемпіонат ОФК | Молодіжний чемпіонат ОФК | Молодіжний чемпіонат ОФК | Молодіжний чемпіонат ОФК | Молодіжний чемпіонат ОФК | Молодіжний чемпіонат ОФК |
| Рік                      | Раунд                    | І                        | В                        | Н                        | П                        | Г+                       | Г-                       |
| ------------------------ | ------------------------ | ------------------------ | ------------------------ | ------------------------ | ------------------------ | ------------------------ | ------------------------ |
| 1974                     | не брала участь          | не брала участь          | не брала участь          | не брала участь          | не брала участь          | не брала участь          | не брала участь          |
| 1978                     | четверте місце           | 3                        | 0                        | 0                        | 3                        | 0                        | 17                       |
| 1980                     | груповий етап            | 2                        | 0                        | 0                        | 2                        | 2                        | 9                        |
| 1982                     | четверте місце           | 4                        | 0                        | 1                        | 3                        | 2                        | 11                       |
| 1985                     | 6-е місце                | 5                        | 0                        | 0                        | 5                        | 2                        | 31                       |
| 1986                     | не брала участь          | не брала участь          | не брала участь          | не брала участь          | не брала участь          | не брала участь          | не брала участь          |
| 1988                     | груповий етап            | 3                        | 1                        | 1                        | 1                        | 6                        | 2                        |
| 1990                     | не брала участь          | не брала участь          | не брала участь          | не брала участь          | не брала участь          | не брала участь          | не брала участь          |
| 1992                     | груповий етап            | 4                        | 0                        | 0                        | 4                        | 3                        | 11                       |
| 1994                     | груповий етап            | 3                        | 0                        | 0                        | 3                        | 0                        | 6                        |
| 1997                     | не брала участь          | не брала участь          | не брала участь          | не брала участь          | не брала участь          | не брала участь          | не брала участь          |
| 1998                     | не брала участь          | не брала участь          | не брала участь          | не брала участь          | не брала участь          | не брала участь          | не брала участь          |
| & 2001                   | груповий етап            | 5                        | 1                        | 0                        | 4                        | 5                        | 18                       |
| & 2002                   | груповий етап            | 2                        | 0                        | 1                        | 1                        | 2                        | 8                        |
| 2005                     | не брала участь          | не брала участь          | не брала участь          | не брала участь          | не брала участь          | не брала участь          | не брала участь          |
| 2007                     | не брала участь          | не брала участь          | не брала участь          | не брала участь          | не брала участь          | не брала участь          | не брала участь          |
| 2008                     | не брала участь          | не брала участь          | не брала участь          | не брала участь          | не брала участь          | не брала участь          | не брала участь          |
| 2011                     | груповий етап            | 3                        | 1                        | 1                        | 1                        | 7                        | 6                        |
| 2013                     | 5-е місце                | 4                        | 0                        | 0                        | 4                        | 4                        | 22                       |
| 2014                     | 5-е місце                | 5                        | 1                        | 1                        | 3                        | 6                        | 13                       |
| & 2016                   | груповий етап            | 3                        | 0                        | 1                        | 2                        | 3                        | 8                        |
| & 2018                   | груповий етап            | 3                        | 1                        | 0                        | 2                        | 4                        | 10                       |
| Усього                   | 14/22                    | 49                       | 5                        | 6                        | 38                       | 46                       | 172                      |